# 라디오 8090
《라디오 8090》은 SBS 러브FM에서 매일 새벽 2시에 방송되었던 SBS 러브FM의 심야 음악 프로그램이다.

## 역사
2005년 9월 16일부터 매일 새벽 2시에 러브FM 7080으로 신설되어 최영아 아나운서의 진행으로 방송되었다. 그러다가 2006년 11월 6일부터 현재의 명칭으로 변경되어 윤지영 아나운서의 진행으로 방송되었으며, 2007년 11월 5일부터 1부는 윤지영 아나운서의 진행으로, 2부는 박은경 아나운서의 진행으로 방송되었다. 그러다가 2008년 3월 31일부터는 1, 2부 모두 윤지영 아나운서의 진행으로 환원되어서 계속 이어지다가 2010년 10월 31일 이후 5년 만에 종영되었고 2010년 11월 1일부터 뮤직토피아가 재신설되었다.